# Inattivazione microbica
Il termine inattivazione microbica indica la soppressione dell'attività funzionale di un microrganismo, intesa come capacità di riprodursi e di produrre molecole o reazioni enzimatiche evidenti e non indica necessariamente la morte o più generalmente la scomparsa dello stesso (sterilizzazione), anche se di fatto attualmente non è possibile distinguere un microrganismo danneggiato non in grado di riprodursi ma ancora vivo da uno morto.
L'inattivazione può riferirsi non all'intera popolazione di microrganismi ma piuttosto solo a quella dei patogeni e in questo senso il termine è molto spesso legato alla preparazione e alla conservazione di alimenti (es.: nel latte pastorizzato i microrganismi patogeni vengono inattivati, ma altri sopravvivono).

## Metodi di inattivazione
La crescita batterica è controllata da diversi fattori tra cui la disponibilità di acqua, nutrienti, sostanze antimicrobiche naturali, pH, umidità e temperatura. Un controllo di questi fattori può garantire l'inattivazione dei microrganismi. Vi sono diversi metodi per inattivare organismi viventi tra cui:
- calore: sia alte (riscaldamento) sia basse (congelamento) temperature: (autoclave, pastorizzazione, ecc)
- radiazioni ionizzanti (irradiazione γ, X) o non ionizzanti (UV, infrarossi, microonde)

Queste due metodiche sono le più utilizzate su larga scala e per molteplici usi; per usi soprattutto alimentari vi sono:
- alte concentrazioni saline
- conservanti
- atmosfera controllata (sostituzione dell'aria con miscele di gas diversamente combinati (ad esempio azoto, anidride carbonica, ossigeno)
- pH
- alte pressioni idrostatiche
- corrente ad alta tensione.

La scelta della tecnica di inattivazione microbica dipende, tra gli altri, anche dal tipo di mezzo nel quale si trovano (per esempio alcuni tipi di radiazioni non possono penetrare un solido, le alte temperature non sono molto indicate per trattare carne cruda, ecc).

## Cinetica di inattivazione

Esempio di cinetica di inattivazione batterica riferita a una popolazione omogenea (in ascissa: tempo, in ordinata: numero di microrganismi).
Considerando il tipo di cinetica, la completa inattivazione della popolazione microbica si otterrebbe teoricamente solo per un tempo di esposizione infinito.

I microrganismi esposti a un agente inattivante non vengono inattivati tutti allo stesso tempo, ma seguono una cinetica di tipo esponenziale come la curva a destra. Questa è una cinetica di 1º ordine e può essere descritta dalla equazione sottostante:
{\displaystyle log{\frac {N_{0}}{N_{t}}}=K_{t}}
dove N0 è il numero di microrganismi vitali all'inizio del trattamento, Nt è il numero di microrganismi vitali al tempo t e N0/Nt è il grado di inattivazione.
Non tutti i microrganismi hanno la stessa resistenza ai processi di inattivazione, e questo dipende dalle loro caratteristiche intrinseche (maggiore o minore tolleranza al calore, al pH, ecc). Esistono 2 parametri che indicano l'efficienza di un trattamento antibatterico:
- D-value è il tempo necessario per ridurre il numero dei microrganismi sopravvissuti a un determinato trattamento di un fattore 10 (diminuzione del 90% della carica batterica). È un valore indipendente dal numero di organismi iniziale
- Z-value rappresenta il valore (espresso in gradi °C) di incremento di temperatura richiesto per ridurre di un fattore 10 (diminuzione del 90%) il valore D di un organismo.